# The Syncopating Five
The Syncopating Five, später The Syncopating Seven, war eine US-amerikanische Tanzband der 1920er Jahre.
Die Tanzband The Syncopating Five wurde gegründet, als Claude Collins, ein in Tampa (Florida) lebender Pianist 1920 in einer Anzeige im Billboard nach Musikern für eine Band suchte.  Mit seiner Vorliebe für die Einwohner von Indiana nahm Collins fünf Musiker aus dem Bundesstaat in seine Formation auf, von denen einige bereits gemeinsam am Lake Manitou bei Rochester gespielt hatten. Dies waren Pianist Russell Stubbs, der Sänger und Banjospieler Herb Hayworth, der Violinist Fritz Morris, der Schlagzeuger und Vokalist Dusty Rhoades und der Saxophonist Otto Boone. Diese fünf Musiker verließen bald  Claude Collins wieder und bildeten die Syncopating Five. Im Winter 1920/21 erhielten sie ein Engagement im Golden Dragon, einer Tanzhalle in St. Petersburg (Florida), Anfang 1921 in Ohio und Indiana, wobei Hayworth als Manager der Band tätig war.

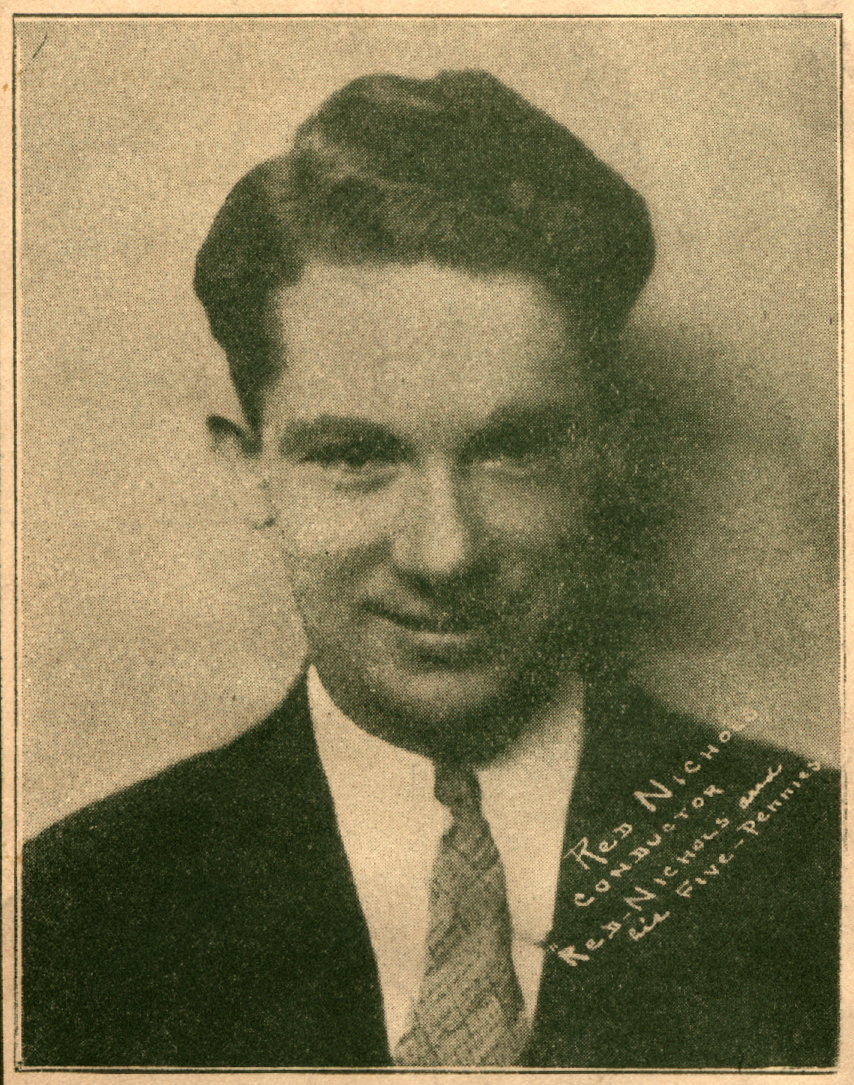
Red Nichols

Nachdem Ende 1921 eine erste Schallplatte zu Werbezwecken bei Gennett entstanden war, spielten sie in der Tokio Dance Hall in South Bend und kehrten anschließend nach Florida zurück. Nach einigen Monaten drohte die Gruppe auseinanderzubrechen und bekam schließlich ein Engagement in Indiana, wo sie im Sommer 1922 im  Casino Gardens in Indianapolis gastierten. Gegen Ende des Sommers erweiterten sich die Syncopating Five zum Septett, als Fritz Morris die Band verließ und der Posaunist Chuck Campbell, der Saxophonist Ray Stillson (aus Muncie) und der junge Violinist und Trompeter Red Nichols aus Ogden zu der Gruppe stießen. Zusammen mit Nichols nahmen die neuen Syncopating Seven im November 22 einige Nummern für Gennett auf, die auch Nichols’ erste Aufnahmen waren, u. a. die Gus-Kahn-Komposition „Toot-Toot-Tootsie“. In dieser Zeit spielten die Bandmitglieder in Chicago und waren von dem Spiel von Bix Beiderbecke beeindruckt. Nach dem folgenden Winter 1922/23, als sie in Florida arbeiteten, folgten sie dem Paul Whiteman Orchester zu einem Engagement im  Ambassador Hotel in Atlantic City. Dort traten sie als Royal Palms Orchestra auf; Ende des Sommers lösten sie sich auf. Einige Bandmitglieder fanden danach Arbeit in Indiana, Red Nichols zog daraufhin nach New York City, um mit dem Posaunisten Miff Mole zu arbeiten.